# Jenkinidae
Jenkinidae là một họ bọt biển trong bộ Leucosolenida.